# Studio Kamarád
Studio Kamarád je pořad pro děti. Byl vysílán mezi 4. lednem 1981 až 28. října 1990. Od 1. ledna 2011 bylo vysílání s původním názvem Studio Kamarád znovu obnoveno. Už od počátku tohoto pořadu zde vystupují Jů a Hele a také další plyšové postavy.

## Jména a náhradní pořady
Studio Kamarád bylo mezi roky 1991–1996 nahrazeno pořadem Studio Rosa uváděným Janem Rosákem a Petrem Jančaříkem. Následovaly pořady: Jůhele neděle (1996–1998), Ži-ra-fa (1999–31. prosince 2000), Pohádková půda (7. ledna 2001–5. ledna 2003), Pohádková neděle (12. ledna 2003–14. března 2004), Edův pohádkový balík (21. března 2004–26. února 2006) a Hřiště 7 (5. března 2006–26. prosince 2010). Poté se navrátil název Studio Kamarád.

## Inspirace
České Studio Kamarád bylo částečně inspirováno americkými televizními pořady Sezame, otevři se (Sesame Street, vysíláno od roku 1969) a Muppet Show (vysíláno od roku 1976). Právě tyto pořady se celosvětově proslavily snahou o přístupnost nejmenším divákům a využíváním nejrůznějších loutek s hladkým či plyšovým povrchem.

## Charakteristika původního pořadu
Původně se jednalo se o dvouhodinový pořad vysílaný v neděli od 8 hodin. Program pořadu se obvykle skládal z uvítání, krátké pohádky, několika rozhovorů, zábavného pořadu a na konci pořadu pohádka, pohádkový seriál nebo jiný seriál pro děti. Mezi zábavné pořady vysílané v rámci Studia Kamarád patřil i Malý televizní kabaret, mezi krátké pohádky patřily mimo jiné seriály Jojo a Slavný lovec Pampalini. Kromě nedělního Studia Kamarád existovalo ještě úterní Studio Kamarád, které bylo vysíláno v odpoledních hodinách a jeho délka činila 60 minut.

### Moderátoři původního Studia Kamarád
- Jiří Chalupa
- Lenka Vavrinčíková

### Výtvarník původního Studia Kamarád
- Stanislav Holý

### Loutkové postavy původního Studia Kamarád
- Jů a Hele (od 1981)
- Muf Supermuf
- Hary Šoumen (od 1981)
- Myšky Tryskomyšky (od 1981)
- Šamšula
- Pan Pip
- Kohout Eda
- Had Albert
- Velryba Madla
- Víla Fláfa

### Moderátoři původního úterního Studia Kamarád
- Eva Brettschneiderová (vdaná Machourková)

## Charakteristika obnoveného pořadu
Pořad je vysílán od 7.30 hodin, trvá přibližně 2 hodiny 15 minut. V pořadu se objevuje většina loutkových postav původního Studia Kamarád (neobjevuje se postava Šamšuly). Novou postavou je Fámula, Mufův ženský protějšek.

### Moderátoři obnoveného Studia Kamarád
- Teta Pipeta (Lucie Pernetová)
- Tomáš Kůgel
- Filip Cíl

### Loutkové postavy obnoveného Studia Kamarád
- Jů
- Hele
- Muf Supermuf
- Hary Šoumen
- Pip
- Otylka
- Tryský
- Tryskáček
- Fámula
- Motýlka Otylka
- Jazzajíci

## Hosté pořadu
- 1. 1. 2011 – Tomáš Töpfer
- 2. 1. 2011 – Jitka Čvančarová
- 9. 1. 2011 – skupina Mbunda Afrika
- 16. 1. 2011 – Galina Miklínová
- 23. 1. 2011 – akrobatická skupina Long Vehicle Cirkus
- 6. 2. 2011 – Marek Fryš, záchranář horské služby ve Špindlerově Mlýně; Kristýna Dufková, režisérka jedné z pohádek ve Fimfárum 3, Denisa Grimmová-Abrhámová, výtvarnice, a Martin Vandas, producent
- 9. 9. 2012 – Václav Moravec[1]
- 12. 5. 2013 – Taneční klub CrossDance Kolín [2]
- 3. 1. 2021 – Jiří Chalupa
- Cirk La Putyka